# Luvunga nitida
Luvunga nitida är en vinruteväxtart som beskrevs av Jean Baptiste Louis Pierre. Luvunga nitida ingår i släktet Luvunga och familjen vinruteväxter. Inga underarter finns listade i Catalogue of Life.